# Jehane Ragai
Jehane Nour el Din Ragai (tiếng Ả Rập: جيهان نور الدين رجائي) (sinh ở Cairo, Ai Cập) là một Giáo sư danh dự Hóa học tại Đại học Hoa Kỳ tại Cairo (AUC). Bà là tác giả của cuốn sách phi hư cấu The Scientist and the Forger, được xuất bản bởi Imperial College Press năm 2015.

## Tiểu sử và học vấn
Jehane Ragai sinh ra ở Cairo, Ai Cập và là con gái của người đã đấu tranh giành quyền bầu cử cho phụ nữ và lãnh đạo phong trào nữ quyền Ai Cập từ giữa những năm 1940 đến giữa những năm 1950 Doria Shafik (1908–1975).
Ragai có được bằng tú tài Pháp của Trường French Lycee ở Cairo, một tấm bằng cử nhân khoa học môn hoá học năm 1966 (magna cum laude) và một tấm bằng thạc sĩ khoa học lĩnh vực khoa học trạng thái rắn (1968) đều từ Đại học Hoa Kỳ đặt tại Cairo. Năm 1976, bà nhận được bằng tiến sĩ do Đại học Brunel ở phía Tây London, Anh cấp.

## Sự nghiệp
Jehane Ragai là giảng viên khoa Hóa học của Đại học Hoa Kỳ tại Cairo (AUC) từ năm 1970 đến tận khi bà về hưu với chức danh Giáo sư danh dự năm 2014.
Ragai chủ yếu hứng thú với việc nghiên cứu về hoá học bề mặt và công trình được xuất bản của bà đề cập đến sự tiếp xúc của chất khí/rắn và chất lỏng/rắn. Bà cũng có niềm say mê với hoá học khảo cổ học và đã cho xuất bản vài bài báo đề cập đến mối liên quan giữa cổ điển học và khoa học.
Bà đã chủ trì Thượng viện Đại học AUC (1998–2000), Phòng Hóa học AUC (2000–2006) và là điều tra viên chính, dẫn đầu nhóm nghiên cứu về hoá học bề mặt ở Trung Tâm Nghiên cwud Công nghệ và Khoa học Youssef Jameel (STRC) tại AUC. Bà là người chỉ huy chương trình AUC Chemistry Graduate (2010-mùa thu 2014). Ragai đã nhận nhiều giải thưởng AUC Trustees cũng như các giải thưởng Trường Khoa học và Kỹ thuật với vai trò là trưởng phòng hóa học. Năm 2013, bà nhận được giải thưởng giáo viên giỏi nhất toàn trường đại học.
Với sự niềm say mê khác là ngành hóa học khảo cổ, bà đã là nhà tư vấn cho dự án Nhân sư của Trung tâm Nghiên cứu Hoa Kỳ ở Ai Cập (ARCE), với việc đã từng phục vụ cho Ủy ban Quốc gia về Nghiên cứu Nhân sư và 7 năm liền (2001–2008) là thành viên của Hội đồng Thống đốc ARCE. Là một phần của dự án này, bà nghiên cứu các đặc tính của vữa cổ Ai Cập ở Đền Kephren Valley và Nhân sư.
Ragai đã có nhiều năm (2008–2016) giữ vai trò của một thành viên Ban giám khảo giải thưởng quốc tế về khoa học vật lý giải thưởng L'Oréal-UNESCO dành cho phụ nữ trong khoa học được tổ chức bởi Người đoạt giải Nobel Christian de Duve và Pierre Gilles de Gennes.
Bà đã được mời về giảng dạy ở nhiều trường đại học: Cambridge (Anh), Cornell, Exeter, North Carolina tại Raleigh, Princeton, Rutgers, Lund, Gothenburg và Cardiff; cũng như tại Hội Triết học Mỹ, bảo tàng Mahmoud Khalil ở Cairo, Đại học Hoa Kỳ ở Paris, Bảo tàng Fitzwilliam ở Cambridge (Anh) và CNRS ở Marseille.

## Gia đình
Người chồng đầu của bà là Ali Tosson Islam (1945–1999). Năm 2010, bà đã kết hôn với Sir John Meurig Thomas (1932–).